# AWK
AWK is een scripttaal op het besturingssysteem Unix, bedoeld voor het automatisch verwerken van tekstbestanden. AWK werd eind jaren zeventig ontwikkeld door Alfred Aho, Peter Weinberger en Brian Kernighan. AWK is een shellcommando en wordt vaak samen met bijvoorbeeld sed gebruikt.

## Kenmerken
De taal wordt gekenmerkt door een syntaxis die veel weg heeft van C. Er zijn verschillende varianten ontstaan met nieuwe functionaliteiten en mogelijkheden waaronder nawk (new awk), mawk en gawk (GNU awk).
De taal is regelgeoriënteerd: standaard worden van de input alle regels een voor een onderworpen aan patroonherkenning (via een reguliere expressie) en bij een treffer wordt een na het patroon aangegeven actie uitgevoerd. Dit maakt de taal zeer geschikt om filters te ontwerpen voor bestanden die in regels zijn ingedeeld, waarvoor vaak maar 1 regeltje code nodig is. Door toevoegingen kan de taal echter voor veel meer dingen worden gebruikt.

## Beschikbaarheid
AWK wordt tegenwoordig bij elke Unixvariant geleverd, inclusief alle Linuxdistributies. Ook voor Windows zijn AWK-varianten beschikbaar. AWK wordt nog steeds door veel computerspecialisten gebruikt om snel kleine programma's te schrijven voor specifieke tekstgerelateerde taken.

## Inspiratie
Larry Wall werd door AWK geïnspireerd bij het ontwerpen van de programmeertaal Perl.

## Voorbeelden
1. Het bekende Hello world-programma ziet er in AWK als volgt uit:
```
BEGIN { print "Hello world" }
```

2. De wiki-code voor vet vervangen door standaard HTML-code:
```
# wiki bold
/
'
'
'
/ { while( sub(/
'
'
'
/,"
<
b
>
")){ sub(/
'
'
'
/,"
<
/b
>
");}
      }
{print}
```

3. Een eigenaardigheid van AWK is dat een spatie gebruikt wordt als concatenatie-operator. Dit wordt gebruikt in volgend voorbeeld. Men beschikt over een Excel-tabel met naam- en adresgegevens van een groep personen. De 1e kolom bevat de familienaam, de 2e de voornaam en de 6e het e-mailadres. Men wil een lijst van de e-mailadressen in de vorm: "voornaam familienaam" <e-mailadres> . Men exporteert de Excel-tabel als csv-bestand met het verticaal streepje (OF-streepje) als scheidingsteken en past er volgend AWK-programma op toe:
```
BEGIN {FS= "|" ; qq = "\""; lines = 0;}
{ print qq $2 " " $1 qq " 
<
" $6 "
>
";
  lines=lines+1;}
END {print " "; print lines " records treated"}
```